# Saint-Gervais-les-Bains
Saint-Gervais-les-Bains – miejscowość i gmina we Francji, w regionie Owernia-Rodan-Alpy, w departamencie Górna Sabaudia.
Według danych na rok 1990 gminę zamieszkiwały 5124 osoby, a gęstość zaludnienia wynosiła 81 osób/km² (wśród 2880 gmin regionu Rodan-Alpy Saint-Gervais-les-Bains plasuje się na 168. miejscu pod względem liczby ludności, natomiast pod względem powierzchni na miejscu 41.).

## Współpraca

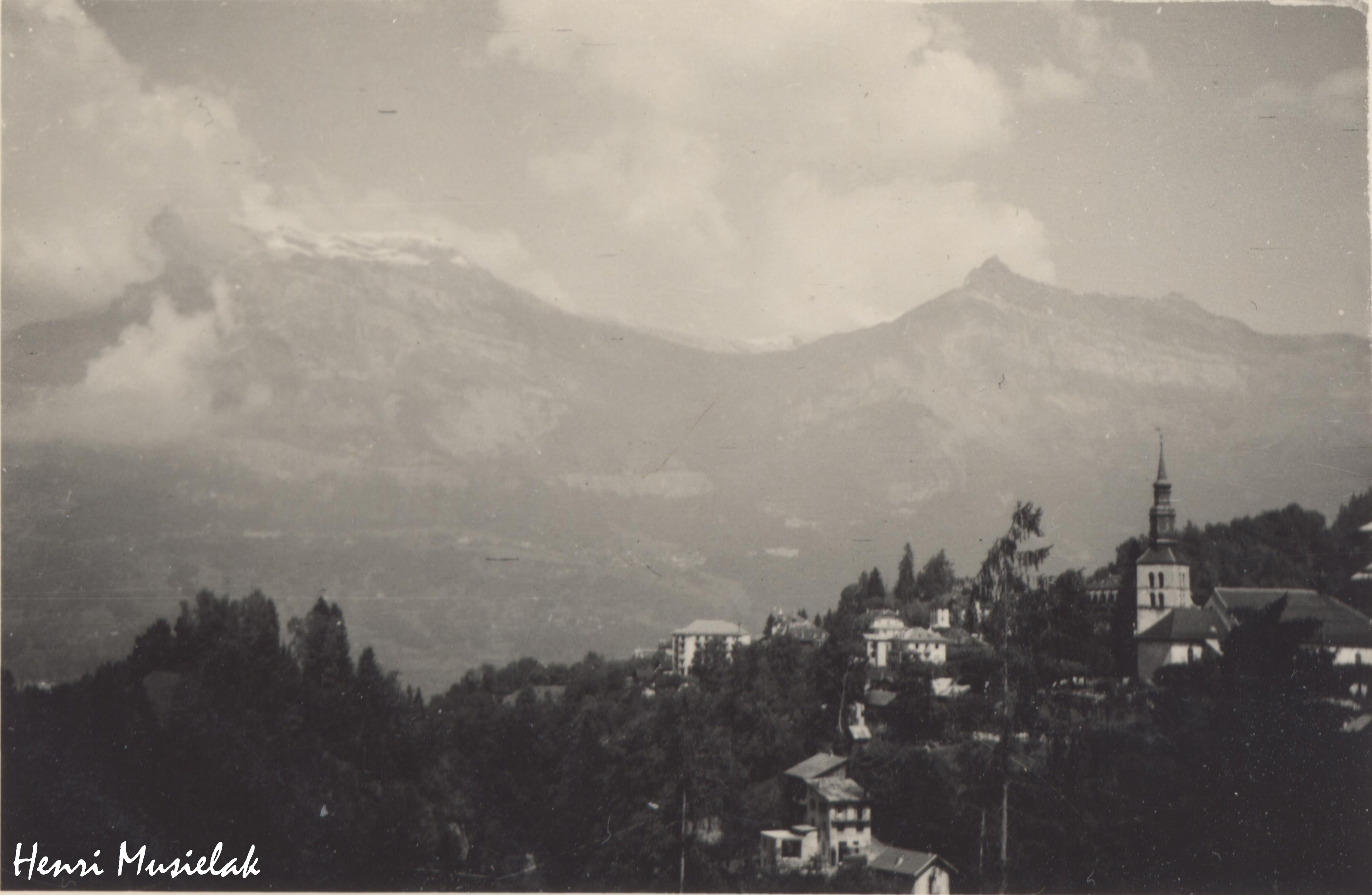
Widok na Saint-Gervais-les-Bains

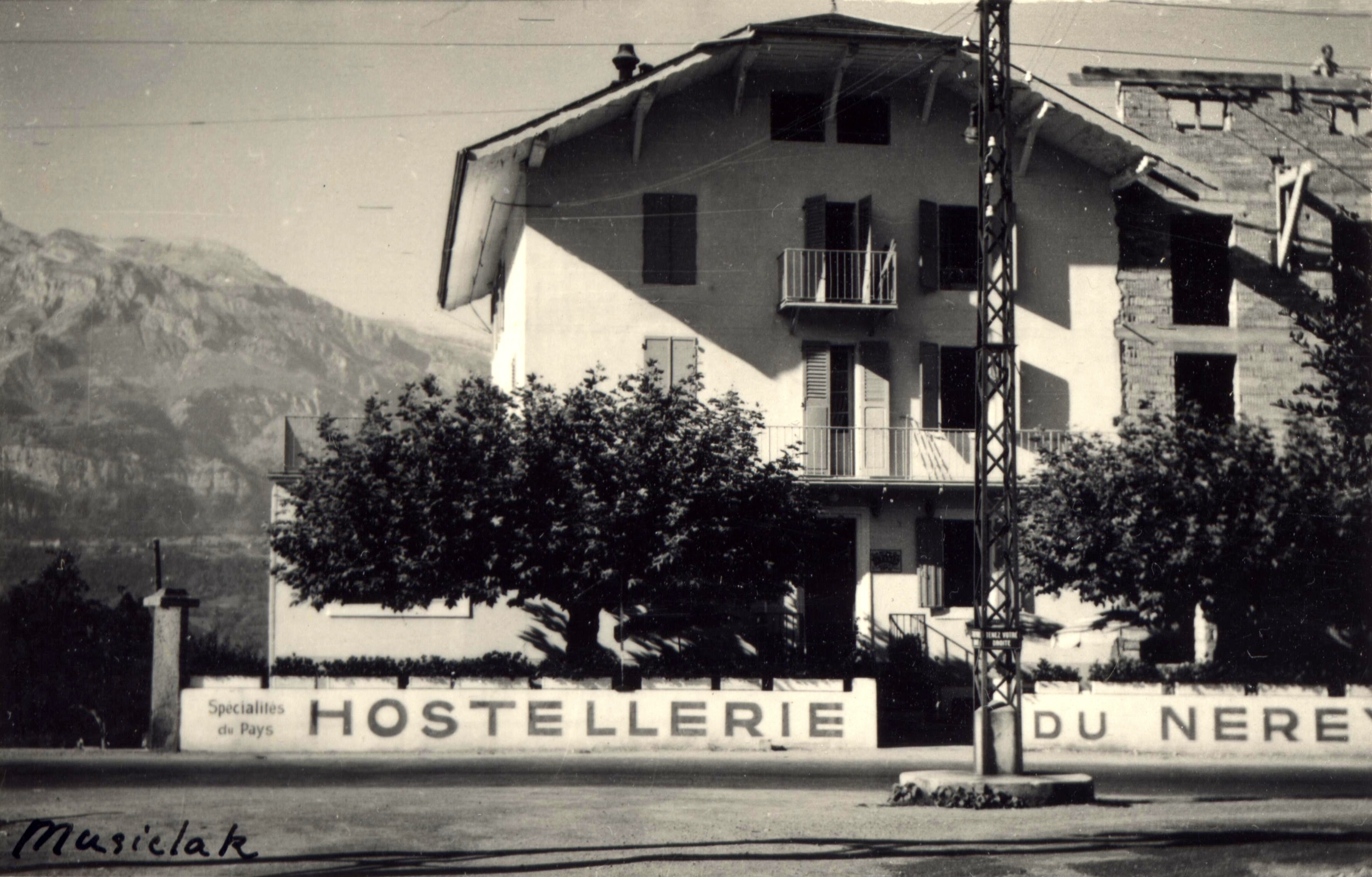
Na drodze z Saint-Gervais-les-Bains do Mégève

Miejscowość partnerska:
- Rochefort, Belgia